# Louis Rhodius
Louis Marie Joseph Ghislain Rhodius (Namen, 22 mei 1888 - Brussel, 28 december 1938) was een Belgisch senator.

## Levensloop
Rhodius, zoon van Omer Rhodius en Louise Deville, promoveerde tot doctor in de rechten en tot kandidaat notaris aan de Katholieke Universiteit Leuven. Hij was gedurende een paar jaar advocaat.
In april 1912 trok hij naar Belgisch-Congo als secretaris van kolonel op rust Lemaire, directeur-generaal van de Compagnie du Congo Belge.
In 1914 kwam hij naar België terug om tijdens de Eerste Wereldoorlog als oorlogsvrijwilliger te vechten. Hij beëindigde de militaire dienst als luitenant. Na de oorlog stichtte hij de Nationale Federatie van Oorlogsvrijwilligers.
Van 1921 tot 1923 leidde hij, met zijn broers Hector en Joseph, de Congolese maatschappij Rhodius Frères.
In mei 1936 werd hij verkozen tot Rex-senator voor het arrondissement Namen. Hij vervulde dit mandaat tot aan de zitting van 28 december 1938. Terwijl hij in het halfrond een rede hield gewijd aan de belangen van de oud-strijders, viel hij plots dood. Hij werd opgevolgd door de mijningenieur Antoine Leroy.